# 哈拉瓜

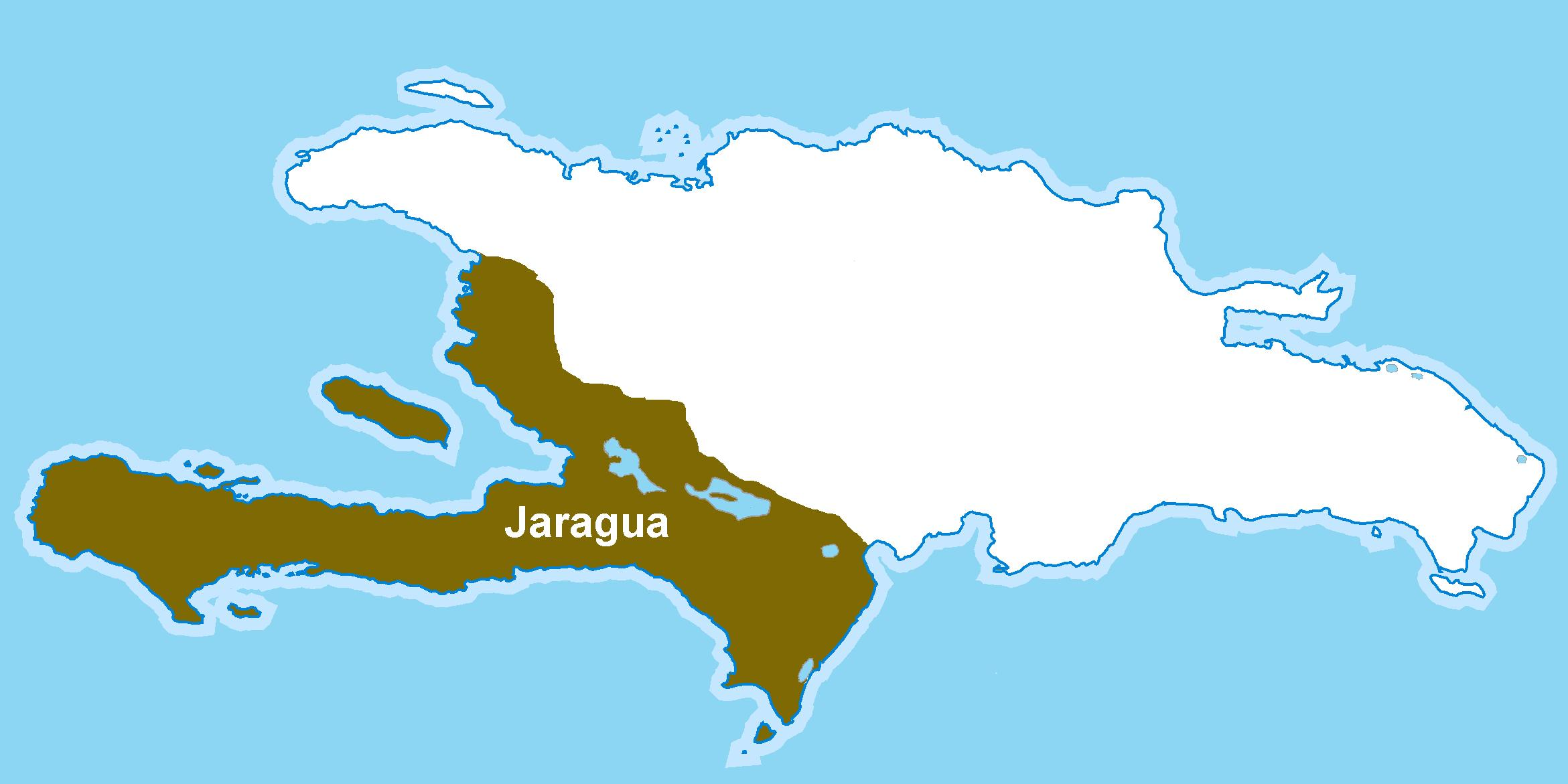
哈拉瓜在伊斯帕尼奥拉岛的位置

哈拉瓜（西班牙語：或Xaragua）是1492年时伊斯帕尼奥拉岛的5个主要卡西卡兹戈（酋长国）之一，位于岛屿的西南部；北接“马里恩”卡西卡兹戈，南临加勒比海，东邻“马瓜纳”卡西卡兹戈，西靠牙买加海峡。哈拉瓜是由两个早期卡西卡兹戈“苏伊”和“亚基莫”合并而成。
哈拉瓜由“卡西克”（酋长）博埃奇奥统治。它是岛上面积最大的卡西卡兹戈。博埃奇奥的政权中心位于名为“瓜瓦”的地方，靠近现在的海地莱奥甘；该区域划分为26个“尼塔伊诺”。博埃奇奥是阿纳卡奥娜的兄弟，他必须居住在次级卡西卡兹戈“亚基莫”内，该地区正与两个更早出现、文化较为原始的伊斯帕尼奥拉岛土著聚居地交战，其中一个位于尤沃阿地区，另一个位于岛屿西南端，名为“瓜卡亚里马”。博埃奇奥需要与哈尼瓜亚瓜的首领结盟，以控制西南部，并与卡奥纳沃联手控制并进入尤沃阿。